# طالب عباس الظاهر
طالب عباس الظاهر (1963-) هو كاتب وقاص وصحفي عراقي ولد في كربلاء، عضو مؤسس في اتحاد الأدباء والكتاب العراقيين في كربلاء، وكذلك عضو اتحاد الأدباء والكتاب العرب منذ العام 1995، بدأ الكتابة والنشر منذ مطلع ثمانينات القرن الماضي، وعمل في الصحافة محرراً ثقافياً ثم مديراً ورئيساً للتحرير، نشر قصصه ونصوصه ومقالاته الأدبية والثقافية والسياسية في الصحف العراقية والمجلات، يكتب في القصة القصيرة والقصة القصيرة جداً والنص المفتوح. دوّن رؤيته التنظيرية في القصة القصيرة بشكل غير مسبوق عربياً ونشرها على مواقع الفضاء الإلكتروني كصحيفة المثقف والحوار المتمدن والنور وغيرها العديد من المواقع الأخرى بسلسلتي ( نظرات في القصة القصيرة /12 حلقة) و( كيف تكتب القصة القصيرة؟/ 12 حلقة أيضاً)، إضافة إلى العديد من التنظيرات الأخرى (الزمان والمكان في منظور القصة الحديثة) على موقع ثقافات وغيره اعتمدت كأحد المصادر في العديد من الأطاريح والبحوث والدراسات العربية في القصة. 
صدرت له مجموعة قصصية بعنوان «الفضاء السابع» عن دار الشؤون الثقافية العامة بغداد/ 2002، ورواية «تراب آدم» عن دار أكد للنشر والتوزيع القاهرة/ 2012، وكتابي «الأدب الإسلامي رؤية معاصرة» و«عاشوراء بطولة القيم قبل السيف» عن دار الوارث للطبع والتوزيع والنشر/ 2015 ، «مرايا السرد.. نظرات في القصة القصيرة»، دار الوارث للطبع والتوزيع والنشر، 2022..

## مؤلفات
صدرت له عدة أعمال أدبية منها:
- «الفضاء السابع»، مجموعة قصصية، دار الشؤون الثقافية العامة، 2002.
- «تراب آدم»، رواية، دار أكد للنشر والتوزيع، القاهرة، 2012.[3]
- «الأدب الإسلامي رؤية معاصرة».
- «عاشوراء بطولة القيم قبل السيف»، دار الوارث للطبع والتوزيع والنشر، 2015.
- «مرايا السرد.. نظرات في القصة القصيرة»، دار الوارث للطبع والتوزيع والنشر، 2022.